# Habilidades del siglo XXI

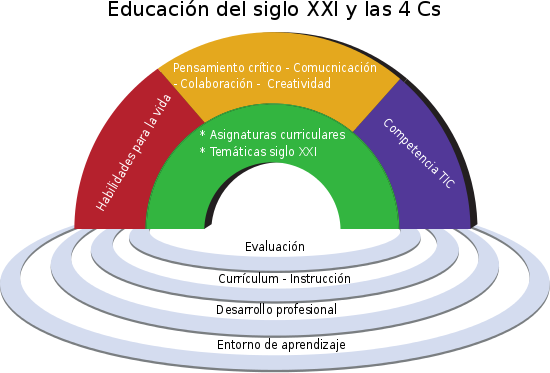
Marco recomendado por la Asociación para las Habilidades del (P21) para el aprendizaje del siglo XXI

Las habilidades del siglo XXI son un conjunto de habilidades, aptitudes y disposiciones para el aprendizaje que educadores, dirigentes empresariales, académicos y agencias gubernamentales han identificado como necesarias para tener éxito en el trabajo y la sociedad del siglo XXI. Forman parte de un creciente movimiento internacional centrado en las habilidades que necesita el alumnado para desenvolverse en una sociedad de la información rápidamente cambiante. Muchas de las habilidades del siglo XXI se asocian también con el aprendizaje profundizado (deeper learning), que se basa en dominar habilidades como pensamiento analítico, resolución de problemas complejos y trabajo en equipo. Las habilidades del siglo XXI difieren de las habilidades académicas tradicionales en que no se basan principalmente en el conocimiento de contenidos.
Durante las últimas décadas del siglo XX y en los comienzos del XXI, la sociedad ha experimentado un cambio acelerado en economía y tecnología. Los efectos de este cambio en los conocimientos que necesitan los trabajadores, y por tanto en el sistema educativo que prepara a la mano de obra, han sido significativos de varias maneras. A principios de la década 1980-1990, gobiernos, educadores e importantes empresarios publicaron una serie de informes que identificaban habilidades clave y estrategias para infundirlas en el alumnado y los trabajadores con el fin de satisfacer las cambiantes demandas de la sociedad y el mercado laboral.

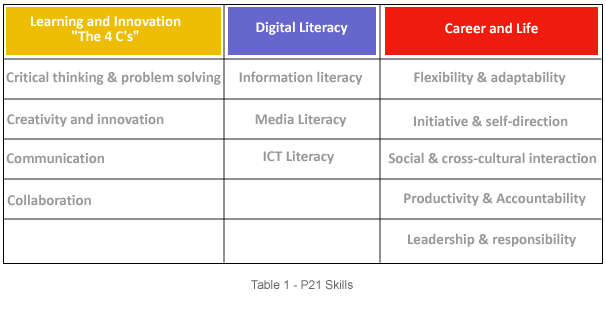
Habilidades P21

La población activa de comienzos del siglo XXI tiene una probabilidad significativamente mayor de cambiar de trabajo o de profesión respecto a la de mediados del siglo XX. La generación del baby boom (nacidos aproximadamente entre 1944 y 1961) entró en el mercado laboral con un objetivo de estabilidad; las generaciones posteriores están más preocupadas por encontrar felicidad y autorrealización en sus vidas laborales. Los trabajadores jóvenes en Norteamérica son ahora mucho más susceptibles de cambiar de trabajo, como promedio una vez cada 4,4 años. Con esta movilidad viene una demanda de diferentes habilidades, que permitan a las personas ser flexibles y adaptables en funciones diferentes o en distintas profesiones.
Al pasar las economías occidentales de basarse en la industria a basarse en los servicios, se ha reducido el papel de los sindicatos y las vocaciones. Sin embargo los empleados con determinadas habilidades duras (conocimientos) y dominio de conjuntos específicos de habilidades, centrados en el alfabetismo digital, tienen cada vez mayor demanda por parte de los empleadores. Las habilidades personales que implican interacción y colaboración con otras personas, y la gestión de estas personas, son cada vez más importantes. Las habilidades que permiten ser flexibles y adaptables en funciones diferentes o en campos distintos, las que implican procesar información y gestionar personas más que manipular equipamiento —en una oficina o una fábrica— están muy demandadas. También se denominan "habilidades aplicadas" (applied skills) o "habilidades blandas" (soft skills), e incluyen habilidades intrapersonales, habilidades sociales (interpersonales) o habilidades para la vida (comportamientos que solucionan problemas). Las habilidades del siglo XXI han sido agrupadas en 3 áreas principales:
- Habilidades de aprendizaje e innovación: pensamiento crítico, resolución de problemas, comunicación, colaboración, creatividad e innovación
- Habilidades de alfabetismo digital: alfabetización informacional, educación mediática, alfabetización en tecnologías de la información y la comunicación (TIC)
- Habilidades para la vida personal y profesional: flexibilidad y adaptabilidad, iniciativa y autogobierno, relación social, interacción intercultural, productividad y rendición de cuentas

Muchas de estas habilidades también se identifican como elementos clave de la pedagogía progresista, un movimiento pedagógico que empezó a finales del siglo XIX y continúa de varias formas en el presente.
A pesar del aumento sustancial de niños matriculados en la escuela primaria alrededor del mundo, para la mayoría el aprendizaje académico no proporciona las habilidades básicas necesarias para tener éxito en el siglo XXI. El importante retraso en logros académicos es un indicativo de que el simple hecho de hacer que la educación formal esté disponible no satisface las necesidades de los niños de desarrollar la alfabetización. Existe una amplia gama de intervenciones extracurriculares que tienen el objeto de satisfacer esta necesidad a través de canales fuera del sistema educativo formal, como en hogares o en la comunidad.
Una revisión de 13 estudios demostró que muchas intervenciones son utilizadas de manera amplia en países de ingresos bajos y medios. Estas incluyen el suministro de bibliotecas, publicaciones en idioma local, instrucción de alfabetización fuera de las escuelas, la distribución de lectores electrónicos (“e-readers”), TV y radio educativa, entre otras. Sin embargo, no hay evidencia rigurosa acerca de la eficacia de las mismas. Por otra parte, se determinó que las intervenciones para la formación de los padres, y de tutoría niño a niño, no son eficaces, mientras que la televisión educativa parece mejorar la alfabetización dada la visualización frecuente.

## Cuadro resumen
El siguiente cuadro contiene en la primera columna de la izquierda la denominación más habitual (a este respecto ver terminología) de la habilidad o grupo de habilidades. En la siguiente columna aparece el número de veces que es mencionada por los diversos estudios y organismos que se detallan más adelante. El orden es por número de menciones y, si el número de menciones es igual, por orden alfabético.
| Habilidad o grupo de habilidades               | Veces que se menciona | Trilling | Una nación en riesgo | Tronco común | SCANS | P21 | MIT | EnGauge | OCDE | AAC&U | ISTE | Foro de Davos | NRC |
| ---------------------------------------------- | --------------------- | -------- | -------------------- | ------------ | ----- | --- | --- | ------- | ---- | ----- | ---- | ------------- | --- |
| habilidades de comunicación                    | 10                    | X        | X                    | X            | X     | X   |     | X       |      | X     | X    | X             | X   |
| alfabetismo digital                            | 8                     | X        | X                    |              | X     | X   |     | X       | X    | X     | X    |               |     |
| creatividad                                    | 8                     | X        |                      |              | X     | X   |     | X       |      | X     | X    | X             | X   |
| pensamiento crítico                            | 8                     | X        | X                    | X            |       | X   |     |         |      | X     | X    | X             | X   |
| comprensión intercultural                      | 6                     | X        |                      |              |       | X   |     |         | X    | X     |      | X             | X   |
| resolución de problemas                        | 6                     | X        |                      | X            |       | X   |     |         |      |       | X    | X             | X   |
| alfabetismo informacional                      | 5                     | X        |                      | X            | X     | X   |     |         |      | X     |      |               |     |
| asignaturas troncales                          | 5                     |          | X                    |              | X     | X   |     |         |      | X     |      | X             |     |
| análisis                                       | 4                     |          |                      | X            |       |     |     |         |      | X     | X    |               | X   |
| habilidades de investigación                   | 4                     |          |                      |              |       |     |     |         |      | X     | X    | X             | X   |
| innovación                                     | 4                     | X        |                      |              |       | X   |     |         |      |       | X    |               | X   |
| razonamiento lógico                            | 4                     |          |                      | X            | X     |     |     |         |      | X     |      |               | X   |
| adaptabilidad                                  | 3                     | X        |                      |              |       |     |     |         |      |       |      | X             | X   |
| alfabetismo cultural                           | 3                     |          | X                    |              |       |     |     |         |      |       |      | X             | X   |
| autosuficiencia                                | 3                     |          |                      |              |       | X   |     |         | X    |       |      |               | X   |
| iniciativa                                     | 3                     | X        |                      |              |       |     |     |         |      |       |      | X             | X   |
| razonamiento cuantitativo                      | 3                     |          |                      |              |       |     |     |         |      | X     |      | X             | X   |
| responsabilidad social                         | 3                     |          |                      |              |       |     |     |         |      | X     |      | X             | X   |
| trabajo en equipo                              | 3                     | X        |                      |              |       |     |     |         |      |       | X    | X             |     |
| aplicación, más allá del aula, de lo aprendido | 2                     |          | X                    |              |       |     |     |         |      |       | X    |               |     |
| conocimiento de tecnologías                    | 2                     |          |                      |              | X     |     |     |         |      |       | X    |               |     |
| curiosidad                                     | 2                     |          |                      |              |       |     |     |         |      |       |      | X             | X   |
| flexibilidad                                   | 2                     | X        |                      |              |       |     |     |         |      |       |      |               | X   |
| habilidades sociales                           | 2                     | X        |                      |              | X     |     |     |         |      |       |      |               |     |
| perseverancia                                  | 2                     |          |                      |              |       |     |     |         |      |       |      | X             | X   |
| productividad                                  | 2                     | X        |                      |              |       |     |     | X       |      |       |      |               |     |
| responsabilidad personal                       | 2                     |          |                      |              |       |     |     |         |      | X     |      |               | X   |
| toma de decisiones                             | 2                     |          |                      |              |       |     |     |         |      |       | X    |               | X   |
| alfabetismo medioambiental                     | 1                     |          | X                    |              |       |     |     |         |      |       |      |               |     |
| aprendizaje integrador                         | 1                     |          |                      |              |       |     |     |         |      | X     |      |               |     |
| apropiacionismo                                | 1                     |          |                      |              |       |     | X   |         |      |       |      |               |     |
| artes escénicas                                | 1                     |          | X                    |              |       |     |     |         |      |       |      |               |     |
| autocuidado                                    | 1                     |          |                      |              |       |     |     |         |      |       |      |               | X   |
| autogobierno                                   | 1                     | X        |                      |              |       |     |     |         |      |       |      |               |     |
| bellas artes                                   | 1                     |          | X                    |              |       |     |     |         |      |       |      |               |     |
| cognición distribuida                          | 1                     |          |                      |              |       |     | X   |         |      |       |      |               |     |
| comprensión profunda                           | 1                     |          | X                    |              |       |     |     |         |      |       |      |               |     |
| conocimiento de sistemas                       | 1                     |          |                      |              | X     |     |     |         |      |       |      |               |     |
| educación financiera                           | 1                     |          |                      |              |       |     |     |         |      |       |      | X             |     |
| educación mediática                            | 1                     | X        |                      |              |       |     |     |         |      |       |      |               |     |
| entusiasmo por aprender                        | 1                     |          | X                    |              |       |     |     |         |      |       |      |               |     |
| formación profesional                          | 1                     |          | X                    |              |       |     |     |         |      |       |      |               |     |
| habilidades intrapersonales                    | 1                     |          |                      |              | X     |     |     |         |      |       |      |               |     |
| habilidades para la vida                       | 1                     |          |                      |              |       | X   |     |         |      |       |      |               |     |
| idiomas                                        | 1                     |          | X                    |              |       |     |     |         |      |       |      |               |     |
| inteligencia colectiva                         | 1                     |          |                      |              |       |     | X   |         |      |       |      |               |     |
| juego                                          | 1                     |          |                      |              |       |     | X   |         |      |       |      |               |     |
| juicio                                         | 1                     |          |                      |              |       |     | X   |         |      |       |      |               |     |
| liderazgo                                      | 1                     |          |                      |              |       |     |     |         |      |       |      | X             |     |
| motivación                                     | 1                     |          |                      |              |       |     |     |         |      |       |      |               | X   |
| multitarea                                     | 1                     |          |                      |              |       |     | X   |         |      |       |      |               |     |
| navegación transmedia                          | 1                     |          |                      |              |       |     | X   |         |      |       |      |               |     |
| negociación                                    | 1                     |          |                      |              |       |     | X   |         |      |       |      |               |     |
| networking                                     | 1                     |          |                      |              |       |     | X   |         |      |       |      |               |     |
| razonamiento moral                             | 1                     |          |                      |              |       |     |     |         |      | X     |      |               |     |
| rendición de cuentas                           | 1                     | X        |                      |              |       |     |     |         |      |       |      |               |     |
| simulacro                                      | 1                     |          |                      |              |       |     | X   |         |      |       |      |               |     |

## Antecedentes
Desde comienzos de la década 1980-1990, numerosas entidades gubernamentales, académicas, benéficas y empresariales han llevado a cabo estudios para identificar las habilidades y competencias personales y académicas necesarias para las generaciones actual y siguiente. La identificación de las habilidades de siglo XXI y su impartición en los sistemas educativo y laboral empezó en Estados Unidos y luego se extendió a Canadá, Reino Unido, Nueva Zelanda, y a través de organizaciones nacionales e internacionales como el Foro de Cooperación Económica Asia-Pacífico (APEC) o la Organización para la Cooperación y el Desarrollo Económicos (OCDE).
En 1981, el secretario de educación estadounidense creó la Comisión Nacional para la Excelencia en Educación con el fin de «examinar la calidad de la educación en los Estados Unidos». La comisión publicó en 1983 su informe Una nación en riesgo: el imperativo de una reforma educativa. Un hallazgo clave fue que «la reforma educativa debería centrarse en crear una sociedad del aprendizaje». Las recomendaciones del informe incluían contenidos y habilidades:
- 5 nuevas asignaturas básicas: Lengua, Matemáticas, Ciencia, Sociales e Informática
- Otros elementos curriculares: desarrollar la maestría y el rigor en idiomas extranjeros, Artes escénicas, Bellas artes, Formación profesional y el acceso a la educación superior
- Capacidades (abilities) y habilidades (skills):[19]
  - entusiasmo por aprender
  - comprensión profunda
  - aplicación práctica de lo aprendido
  - cuestionamiento, razonamiento y pensamiento crítico
  - comunicación –escribir bien, escuchar eficazmente, tratar temas de forma inteligente, ser diestro en una lengua extranjera
  - cultura, sociedad y medio ambiente –comprenderlos y conocer sus implicaciones
  - tecnología –entender el ordenador como un dispositivo de información, computación y comunicación, y entender el mundo de los ordenadores, la electrónica y las tecnologías relacionadas
  - aprendizaje diverso de una amplia gama de materias –Bellas artes, Artes escénicas y Formación profesional

Hasta el amanecer del siglo XXI, los sistemas educativos del mundo se centraban en preparar a su alumnado para acumular contenido y conocimiento. Como resultado, las escuelas se centraban en enseñar a leer, escribir y calcular, porque estas habilidades se percibían como necesarias para obtener contenido y conocimiento. Los desarrollos recientes en tecnología y telecomunicación han hecho la información ubicua y fácilmente accesible. Por tanto, aunque habilidades como alfabetismo y numerismo son todavía pertinentes y necesarias, ya no son suficientes. Para responder a los cambios tecnológicos, demográficos y socioeconómicos, los sistemas educativos empezaron a proporcionar a su alumnado una gama de habilidades que no solo dependen de la cognición, sino también de la interacción de características cognitivas, sociales y emocionales.
Se hicieron esfuerzos notables por parte de la Comisión para Alcanzar las Habilidades Necesarias (SCANS por sus siglas en inglés) del Ministerio de Trabajo de EE. UU., una coalición estadounidense llamada Asociación para las Habilidades del siglo XXI (P21), la Organización para la Cooperación y el Desarrollo Económicos (OCDE), la Asociación Norteamericana de Facultades y Universidades, investigadores del Instituto de Tecnología de Massachusetts (MIT) y de otras instituciones de enseñanza superior, y entidades particulares.
Investigaciones adicionales han hallado que las habilidades más demandadas por las compañías estadounidenses de Fortune 500 en el año 2000 habían cambiado de las tradicionales lectura, escritura y aritmética a trabajo en equipo, resolución de problemas y habilidades interpersonales. Una encuesta de 2006 a juntas de administración de unas 400 empresas reveló que las habilidades más importantes para el personal que se incorporaba incluían comunicación oral y escrita, pensamiento crítico y resolución de problemas por delante de habilidades y conocimientos básicos, como la comprensión lectora y las matemáticas. Mientras "las tres erres" (lectura, escritura y aritmética) todavía se consideraban fundamentales, los empresarios resaltaron que habilidades como la colaboración, el trabajo en equipo y el pensamiento crítico eran «muy importantes» para el éxito en trabajo.
Un informe de 2006 de investigadores MIT desmiente la creencia en que el alumnado adquiere independientemente (es decir, sin que se le enseñen expresamente) habilidades críticas solo interaccionando con la cultura popular. El informe destaca 3 tendencias continuadas que sugieren la necesidad de intervenciones pedagógicas y de política educativa:"
- La brecha de participación —el acceso desigual a las oportunidades, experiencias, habilidades y conocimientos que prepararán a la juventud para su plena participación en el mundo del mañana.
- El problema de la transparencia —lo difícil que resulta para la juventud ver claramente las maneras en que los medios de comunicación conforman las percepciones del mundo.
- El desafío cívico —ya no funcionan las formas tradicionales de socialización y formación que preparaban a los jóvenes para participar en la sociedad.

Según economistas laborales en el MIT y la Universidad de Harvard, los cambios económicos causados entre 1950 y 1990 por las tecnologías emergentes y la globalización han incrementado grandemente la demanda empresarial de personal con competencias como pensamiento complejo y comunicaciones. Sostienen que el éxito de la economía de EE. UU. dependerá de la capacidad para dar al alumnado de la nación las «habilidades fundamentales en resolución de problemas y comunicaciones que los ordenadores no tienen.»
En 2010, la Iniciativa para un tronco común de estándares estatales, un esfuerzo patrocinado por la Asociación Nacional de Gobernadores (NGA por sus siglas en inglés) de los estados norteamericanos y el Consejo de los Altos Responsables Estatales de Educación (CCSSO por sus siglas en inglés), publicó el Tronco común de estándares, pidiendo que las habilidades del siglo XXI se integraran en los currículos K-12 en todo Estados Unidos. Los profesores y los ciudadanos también desarrollaron un papel crítico en el  desarrollo de este tronco, junto con la NGA y el CCSSO, al participar con sus comentarios en 2 foros públicos que contribuyeron a conformar el currículo y los estándares. Los estados también hicieron que asistieran equipos de profesores para ayudar y proporcionar realimentación, a la vez que miraban hacia la Asociación Nacional de Educación (NEA por sus siglas en inglés) y muchas otras organizaciones  educativas para proporcionar realimentación constructiva. En diciembre de 2018, 45 estados habían adoptado enteramente el Tronco común de estándares, uno lo había adoptado a medias y solo cuatro  (Alaska, Nebraska, Texas y Virginia) no lo habían adoptado.

## Las habilidades
Las habilidades y competencias generalmente consideradas "Habilidades del siglo XXI" son variadas, pero comparten algunos temas comunes. Se basan en la premisa de que el enorme flujo de información que permiten las tecnologías digitales y la interconexión del mundo demanda una nueva visión educativa que dote al alumnado con la agilidad intelectual, la flexibilidad y la creatividad necesarias para desenvolverse en el trabajo y la sociedad. Esta pedagogía implica crear, trabajar con otros, analizar, presentar y compartir, tanto la experiencia de aprendizaje como el conocimiento adquirido, con los compañeros y los profesores. Esto contrasta con el método de aprendizaje más tradicional que implica memorizar el conocimiento por repetición y regurgitarlo en los exámenes para aprobar el curso. Las habilidades del siglo XXI se dirigen a estudiantes y trabajadores para fomentar su compromiso: buscar, crear y facilitar conexiones al conocimiento, las ideas, los compañeros, los profesores, y también a audiencias más amplias; producir contenido (un texto, una grabación de sonido, un vídeo), editarlo y presentarlo. Se ha adoptado la denominación "Habilidades del siglo XXI" para promover pedagogías que faciliten el aprendizaje profundizado, tanto a través de la enseñanza tradicional como de la enseñanza orientada a la acción, el aprendizaje basado en proyectos, el aprendizaje basado en problemas y otros. Una encuesta hecha en 2012 por la Asociación de Norteamericana de Directivos (AMA por sus siglas en inglés) identificó 3 habilidades superiores necesarias para sus empleados: pensamiento crítico, comunicación y colaboración. A continuación se dan algunas de las listas de habilidades de siglo XXI más fácilmente identificables.

### Tronco común
El Tronco común de estándares publicado en 2010 se proponía apoyar la «aplicación del conocimiento a través de habilidades intelectuales de alto nivel» (pensamiento complejo). Los objetivos declarados de la iniciativa son promover las habilidades y conceptos (conocimientos) requeridos por la universidad y el trabajo en múltiples disciplinas y la vida en una economía mundializada. Las habilidades identificadas como necesarias para el éxito en alfabetismo (no sólo de textos, sino también de números y digital) y Matemáticas son:
- razonamiento lógico
- recogida de información
- pensamiento crítico
- resolución de problemas
- análisis
- comunicación

### SCANS
Tras la publicación del informe Una nación en riesgo sobre la situación educativa, el ministro de trabajo de EE. UU. constituyó la Comisión para Alcanzar las Habilidades Necesarias (SCANS por sus siglas en inglés) con el fin de determinar las habilidades necesitadas por los jóvenes para tener éxito en el trabajo y fomentar una economía de alto rendimiento. La SCANS se centró en lo que llamó "aprender a ganarse la vida" (learning a living, remendando la expresión earning a living, ganarse la vida). En 1991 la SCANS publicó su informe inicial, Lo que el mercado laboral requiere del sistema educativo. Este informe concluyó que un trabajo de alto rendimiento requiere lo siguiente de la persona trabajadora: conocimiento y habilidades básicos, habilidades intelectuales para aplicar ese conocimiento, habilidades personales para gestionar y actuar; y 5 competencias laborales clave.
Habilidades fundamentales
- Habilidades básicas: lee, escribe, realiza operaciones aritméticas y matemáticas, escucha y habla.
- Habilidades intelectuales: piensa creativamente, decide, soluciona problemas, visualiza, sabe cómo aprender y razona.
- Cualidades personales: muestra responsabilidad, autoestima, sociabilidad, autocuidado, integridad y honradez.

Competencias laborales
- Recursos: identifica, organiza, planea y destina recursos.
- Interpersonal: trabaja con otros (participa como miembro de un equipo, enseña a otros habilidades nuevas, sirve a los clientes, ejercita el liderazgo, negocia, gestiona la diversidad de personas).
- Información: adquiere y usa información (adquiere y evalúa, organiza y mantiene, interpreta y comunica información; utiliza ordenadores para procesar información).
- Sistemas: entiende interrelaciones complejas (entiende los sistemas, sigue las actuaciones y —si hace falta— las corrige,  diseña o mejora los sistemas).
- Tecnología: trabajos con una variedad de tecnologías (selecciona la tecnología, la aplica a la tarea, mantiene el equipamiento y —si es necesario— lo arregla).

### Asociación para las Habilidades delsigloXXI(P21)
En 2002 la Sociedad para las Habilidades de siglo XXI (que posteriormente cambió su denominación a "Sociedad para el Aprendizaje del Siglo XXI", abreviadamente P21) fue fundada como organización sin ánimo de lucro por una coalición que incluía a miembros de la comunidad empresarial estadounidense, dirigentes educativos y formuladores de políticas: la Asociación Nacional de Educación (NEA por sus siglas en inglés), el Ministerio de Educación de Estados Unidos, la Fundación AOL Time Warner, Apple, Cable en el Aula, Cisco Systems, Dell, Microsoft, SAP SE, Ken Kay (presidente y cofundador) y Dins Golder-Dardis. Para fomentar un debate nacional sobre «la importancia de las habilidades del siglo XXI para todo el alumnado» y sobre «situar la preparación para el siglo XXI en el centro de la educación estadounidense K-12», P21 identificó 6 grupos de habilidades clave:
- Asignaturas troncales
- Contenido del siglo XXI
- Habilidades de aprendizaje y pensamiento
- Alfabetismo digital e informacional
- Habilidades para la vida
- Valoraciones (exámenes) del siglo XXI.

Los socios sénior en P21, Bernie Trilling y Charles Fadel, identificaron las habilidades 7C:
- Pensamiento crítico
- Resolución de problemas
- Creatividad
- Innovación
- Comprensión intercultural
- Alfabetismo informacional
- Habilidades de comunicación
- Alfabetismo digital
- Autosuficiencia en el aprendizaje y la carrera profesional

No es que sean 7; en realidad son más. Ni que en todas aparezca la letra C, aunque sí en la mayoría. Sólo es un modo de denominarlas.

### Las 4 ces
La P21 también llevó a cabo investigaciones que identificaron habilidades de aprendizaje profundizado a las que llamaron "las 4 ces del aprendizaje del siglo XXI":
- Colaboración
- Comunicación
- Pensamiento crítico (en inglés critical thinking)
- Creatividad

El sitio de internet Proyecto de nuevos alfabetismos, de la Universidad del Sur de California enumera 4 diferentes "habilidades C":
- Crea
- Circula
- Conecta
- Colabora

### Cultura participativa y dominio de los nuevos medios de comunicación
Investigadores del MIT, dirigidos por Henry Jenkins, director del programa de estudios comparativos de medios de comunicación, publicaron en 2006 el libro blanco titulado Afrontando los retos de una cultura participativa: educación en medios de comunicación para el siglo XXI, que examinaba los medios de comunicación digitales y el aprendizaje. Con el fin de cerrar la brecha digital recomendaron un esfuerzo para desarrollar la competencia intercultural y las habilidades sociales necesarias para participar plenamente en sociedad moderna, en vez de meramente  instalar ordenadores en cada aula. Lo que denominaron "cultura de la participación" traslada este saber manejarse desde el nivel individual a una conexión e implicación más amplias, con la premisa de que conocer gente (networking) y colaborar desarrollan habilidades sociales vitales para desenvolverse en los nuevos entornos. Estas habilidades sociales se construyen sobre el  conocimiento y las habilidades fundamentales tradicionalmente enseñadas en la escuela: alfabetización tradicional, investigación, técnicas y análisis crítico.
Este libro blanco define varias características de la cultura participativa: escasas barreras para la expresión artística y el compromiso cívico, fuerte apoyo a la creación y a compartir lo creado, mentoría informal, respeto por las contribuciones de todos los miembros, y conexión social (cada participante se preocupa de lo que los demás piensan de sus creaciones). Como ejemplos de cultura participativa pueden citarse:
- Afiliaciones —membresías, formales e informales, en  comunidades en línea centradas en diferentes medios de comunicación, como tablones de anuncios, metajuego (metagaming, relación con los compañeros de un juego en línea fuera del tiempo que se dedica a jugar), clanes de juego, y otros medios de comunicación sociales).
- Expresiones —producción de nuevas formas creativas, como sampleado, dar diferentes aspectos externos a programas (skinning) o modificar su código interno (modding) para que funcionen de otra manera, rodar vídeos de seguidores, fanfiction, fanzines o bastard pop.
- Resolución cooperativa de problemas —trabajo en equipos, formales e informales, para completar tareas y desarrollar conocimiento nuevo (como a través de Wikipedia o juegos de realidad alternativa).
- Circulaciones —participación en los medios de comunicación, por ejemplo a través de podcasts o bitácoras (blogs).

Este libro blanco identificaba las siguientes habilidades del siglo XXI:
- Juego
- Simulacro
- Apropiacionismo
- Multitarea
- Cognición distribuida
- Inteligencia colectiva
- Juicio
- Navegación transmedia (a través de diferentes medios; por ejemplo pasar de un videojuego a una página donde se debaten aspectos del juego con otros usuarios)
- Networking
- Negociación

En su estudio de 2005 Lenhardt y Madden hallaron que más de la mitad de los adolescentes han creado contenido en los medios, y aproximadamente un tercio de los adolescentes que utilizan Internet ha compartido el contenido que produjo, lo que indica un grado alto de implicación en culturas participativas. Este alfabetismo digital destaca las actividades intelectuales de una persona que trabaja con tecnologías de la información y la comunicación avanzadas sin necesidad de que sea experta en ellas.

### EnGauge Habilidades desigloXXI
En 2003 el Laboratorio Educativo Regional del Norte Central y el Grupo Metiri publicaron el informe Involúcrate en las habilidades de siglo XXI: alfabetismo en la era digital (de título encabezado por la palabra inventada enGauge®, mezcla de engage, adhiérete, y gauge, mide), basado en 2 años de investigaciones. El informe pidió a los formuladores de políticas y a los educadores que definieran las habilidades de siglo XXI, que destacaran la relación de estas habilidades con los estándares académicos convencionales, y que reconocieran la necesidad de medirlas y evaluarlas (académicamente, gauge) dentro de los estándares académicos y la actual sociedad tecnológica. Con el fin de proporcionar una comprensión y un lenguaje comunes para tratar las necesidades de estudiantes, ciudadanos y trabajadores de la sociedad digital, el informe identificó cuatro grupos (clusters) de habilidades:
- Era digital
- Pensamiento inventivo
- Comunicación eficaz
- Alta productividad

Como se ve (salvo en el caso de la alta productividad, donde las habilidades son priorizar, planificar y gestionar resultados; utilizar eficazmente las herramientas del mundo real; y capacidad para producir bienes de alta calidad) repiten lo hallado por estudios anteriores: alfabetismo digital, creatividad y habilidades de comunicación.

### Habilidades señaladas por la OCDE
En 1997 los países miembros de la Organización para la Cooperación y el Desarrollo Económicos (OCDE) lanzaron el Programa para Valoración Estudiantil Internacional (PISA por sus siglas en inglés) para medir «hasta qué punto el alumnado que va a terminar el ciclo de escolarización obligatoria ha adquirido el conocimiento y las habilidades esenciales para participar plenamente en la sociedad». En 2005 identificaron 3 «Categorías de competencias [otra denominación de "grupos de habilidades"] para destacar las habilidades relacionadas con el desempeño académico, las interpersonales y las estratégicas»:
- Utilización interactiva de herramientas [alfabetismo digital]
- Interacción en grupos heterogéneos [lo que otras entidades han denominado "comprensión intercultural"]
- Autonomía de actuación [lo que otras entidades han denominado "autosuficiencia en el aprendizaje"]

### Asociación Norteamericana de Universidades y Facultades
La Asociación Norteamericana de Universidades y Facultades (AAC&U por sus siglas en inglés) ha llevado a cabo varios estudios y encuestas de sus miembros. En 2007 recomendó que los licenciados universitarios dominaran 4 grupos de habilidades —los resultados esenciales del aprendizaje:
- Conocimiento de culturas humanas y el mundo físico y natural [lo que otras entidades han denominado "asignaturas troncales": Historia, Sociología, Física, Biología, Geología]
- Habilidades intelectuales y prácticas (comunicación, razonamientos cuantitativo y cualitativo, pensamientos analítico y crítico, creatividad y alfabetismos digital e informacional; la expresión "habilidades prácticas" es imprecisa)[40]
- Responsabilidad personal y social
- Aprendizaje integrador (que faculta para interrelacionar los conocimientos de diversas asignaturas, por ejemplo aplicar fórmulas matemáticas en Biología)

La AAC&U halló que las habilidades más ampliamente abordadas en los objetivos universitarios eran:
- Escritura
- Pensamiento crítico
- Razonamiento cuantitativo
- Comunicación oral
- Habilidades interculturales [lo que otras entidades han denominado "comprensión intercultural"]
- Alfabetismo informacional
- Razonamiento moral

Una encuesta realizada en 2015 por miembros de la AAC&U añadió los objetivos siguientes:
- Pensamiento analítico
- Proyectos y habilidades de investigación
- Integración de lo aprendido en varias disciplinas
- Aplicación, más allá del aula, de lo aprendido
- Compromiso cívico y competencia (en el sentido de ser competente en el trabajo que se escoja, de hacerlo bien)

### Estándares de rendimiento ISTE/NETS
Los estándares ISTE de tecnología educativa (anteriormente denominados estándares nacionales de tecnología educativa, NETS por sus siglas en inglés, pues son norteamericanos) son un conjunto de estándares publicados por la Sociedad Internacional para la Tecnología en la Educación (ISTE por sus siglas en inglés) para introducir la tecnología en la educación K-12. Estos estándares a veces se entremezclan con las habilidades digitales. Los NETS de 2007 incluían 6 indicadores de rendimiento (de los que solo los 4 primeros permanecían en su sede electrónica en 2016):
- Creatividad e innovación
- Comunicación y colaboración
- Investigación y grado de alfabetismo informacional
- Pensamiento crítico, resolución de problemas y toma de decisiones
- Ciudadanía digital
- Operaciones y conceptos tecnológicos

### Estándares de alfabetismo digital (2007)
En 2007 el panel de alfabetismo digital del Servicio de Exámenes Educativos (ETS por sus siglas en inglés) publicó sus estándares de alfabetismo digital:
Pericias (proficiencies) en tecnologías de la información y la comunicación (TIC):
- Pericia cognitiva
- Pericia técnica
- Pericia en TIC

Se supone que una persona con las habilidades anteriores es capaz de realizar las siguientes tareas para un conjunto particular de información: acceso, gestión, integración, evaluación, creación de nuevo contenido, publicación y presentación pública.

### Estilos y categorías de aprendizaje Dede
En 2005 Chris Dede, de la Escuela Superior de Educación de Harvard, desarrolló, basándose en los alfabetismos digitales, un marco titulado Estilos de aprendizaje neomileniales (del nuevo milenio):
- Fluidez en múltiples medios de comunicación
- Aprendizaje activo basado en buscar, tamizar y sintetizar experiencias
- Expresión a través de redes no lineales de representaciones asociativas
- Codiseño por profesorado y alumnado de experiencias personalizadas de aprendizaje

#### Categorías de Dede
Con el enorme aumento del número de accesos personales a recursos de Internet, como las redes sociales, el contenido de Internet ha evolucionado desde ser creado por quienes confeccionaban las páginas hasta ser aportado mayoritariamente por los usuarios. El Internet del siglo XXI se centra en estructuras construidas por un pequeño número de personas con herramientas Web 2.0 (p. ej. Wikipedia) que fomentan la comunicación, colaboración y creación, por un gran número de usuarios, de contenido que se alojará en esas estructuras.
En 2009, Dede ideó las siguientes categorías para herramientas web 2.0:
- Para compartir (marcadores comunales, páginas para compartir vídeos o fotos como Youtube o Instagram, redes sociales, talleres de escritura —fanfiction)
- Para difundir opiniones (blogs, podcasts, foros)
- Para crear conjuntamente (wikis, creación cooperativa de archivos, bastard pop, creación colectiva de vídeos o sonido, comunidades para el cambio social)

### Habilidades señaladas por el Foro Económico Mundial
En 2015, el Foro Económico Mundial, también llamado Foro de Davos, publicó el informe titulado Una nueva visión para la educación: desatando el potencial de la tecnología, que se centraba en el apremiante asunto de la brecha (entre las poseídas y las necesitadas) de habilidades del siglo XXI y maneras de reducirla a través de tecnología. En el informe se definió un conjunto de 16 habilidades fundamentales (crucial proficiencies) para la educación en el siglo XXI. Estas habilidades incluyen los siguientes 7 "alfabetismos fundamentales", 5 “competencias” y 6 “cualidades del carácter” (esta diferenciación es superflua y se puede llamar a todo "habilidades"; asimismo debe recordarse que la denominación "cualidades del carácter", como si fueran innatas y no modificables a través de la educación, puede llevar a confusión, ya que cosas como la creatividad realmente pueden enseñarse y potenciarse):

#### Alfabetismos fundamentales
- Alfabetismo (a secas: saber leer y escribir)
- Numerismo
- Alfabetismo científico
- Alfabetismo digital
- Educación financiera
- Alfabetismo cultural
- Educación cívica/Civismo

#### Competencias
- Pensamiento crítico
- Resolución de problemas
- Comunicación
- Colaboración

#### Cualidades del carácter
- Creatividad
- Iniciativa
- Perseverancia
- Adaptabilidad
- Curiosidad
- Liderazgo
- Concienciación social y cultural

### Consejo Nacional de Investigación (EE. UU.)
En el artículo de título Educación para la vida y el trabajo: desarrollando conocimiento y habilidades transferibles en el siglo XXI, publicado por el Consejo Nacional de Investigación de Academias estadounidenses (NRC por sus siglas en inglés), se definen las habilidades de siglo XXI, se describe cómo se relacionan entre ellas y se resume la evidencia científica sobre estas habilidades. 
Como primer paso para describirlas, el NRC identificó 3 ámbitos de competencias: cognitivo, intrapersonal e interpersonal a la vez que reconocía que, aunque diferentes, se entrelazan en el aprendizaje y desarrollo humanos. Estos 3 ámbitos representan facetas distintas del pensamiento humano, y su identificación se basa en esfuerzos anteriores para determinar y organizar las dimensiones del comportamiento humano. Las habilidades de siglo XXI identificadas, divididas en los mencionados ámbitos, son las siguientes:

#### Competencias cognitivas
- Estrategias y procesos cognitivos: pensamiento crítico, resolución de problemas, análisis, razonamiento y argumentación, interpretación, toma de decisiones y aprendizaje adaptativo
- Conocimiento: alfabetismo informacional, alfabetismo digital, comunicación oral y escrita, y escucha activa
- Creatividad: creatividad e innovación

#### Competencias intrapersonales
- Apertura intelectual: flexibilidad, adaptabilidad, apreciación del arte y la cultura, responsabilidad personal y social, apreciación de la diversidad, adaptabilidad, aprendizaje continuo, interés intelectual y curiosidad
- Comportamiento laboral consciente: iniciativa, autodirección, responsabilidad, perseverancia, tenacidad, escoger estudios y trabajos orientados hacia una determinada carrera profesional, moral, integridad y ciudadanía
- Autoevaluación positiva: autoseguimiento (ser capaz de fijarse metas, evaluar el avance hacia ellas y adoptar, en su caso, medidas correctoras), autoevaluación, motivación, salud física y psicológica

#### Competencias interpersonales
- Liderazgo: responsabilidad, comunicación asertiva, saber presentarse, influencia social en otras personas
- Trabajo en equipo y colaboración: comunicación, colaboración, cooperación, trabajo en equipo, coordinación y otras habilidades sociales

## Impartición de las habilidades delsigloXXI
Múltiples organizaciones y agencias han publicado guías y recomendaciones para enseñar las habilidades de siglo XXI en diversos entornos de aprendizaje. Estas guías incluyen 5 áreas educativas separadas: estándares, currículos e instrucción, valoración, desarrollo profesional y entornos de aprendizaje.
Los diseños de entornos de aprendizaje y currículos han sido impactados por las iniciativas y esfuerzos para enseñar y apoyar las habilidades de siglo XXI. Se ha querido ir más allá del modelo del sistema educativo como una fábrica de titulados y se han desarrollado otros modelos organizativos. El aprendizaje basado en proyectos directamente prácticos ha resultado en el desarrollo de programas como CTIM (STEM por sus siglas en inglés) y Hacklab. Los entornos de aprendizaje colaborativo han fomentado la flexibilidad en el mobiliario y el diseño del aula, así como espacios diferenciados, como pequeñas estancias para seminarios junto a las aulas. La alfabetización digital y el deseo de que el alumnado acceda a esta tecnología han impactado el diseño del mobiliario y los componentes fijos, porque  estudiantes y profesores usan tabletas, pizarras interactivas y proyectores interactivos. El tamaño de las aulas ha crecido para acomodar una variedad de disposiciones del mobiliario, muchas de las cuales ocupan más espacio que las configuraciones tradicionales de pupitres en filas.